# Josep Maria Arnella i Gallego
Josep Maria Arnella i Gallego (Barberà del Vallès, 4 d'octubre de 1918 - 13 de gener de 1945) fou un periodista català.

## Biografia
Arnella estudià als Escolapis de Sabadell i des de molt jove intervingué en les activitats culturals de la seva ciutat, col·laborant amb el Centre Cultural Avenç i amb la Biblioteca de Barberà del Vallès. Va militar en la Federació de Joves Cristians de Catalunya. Acabada la guerra, entrà a treballar a l'Ajuntament de Barberà del Vallès i va ser delegat comarcal d'Educació Popular. Arnella va fer l'aprenentatge de les lletres guiat pel seu oncle, Pere Valls Garreta, primer a l'Acadèmia Catòlica de Sabadell i més endavant a la Fundació Bosch i Cardellach, de la qual havia estat un dels fundadors. La major part de la vida professional i social la passà a la capital vallesana, com a director del diari Sabadell, entre 1941 i 1945, o bé intervenint en diverses activitats culturals, com l'organització de la Festa de les Lletres per la Festa Major de 1943.